# Carrasco (Montevideo)
Carrasco es uno de los 62 barrios oficialmente reconocidos de Montevideo, Uruguay. Ubicado al sudeste de la misma, y comprendido en el Municipio E, limita al norte con Carrasco Norte, al oeste con Punta Gorda y al este con el Departamento de Canelones. 
Con costas sobre el Río de la Plata y el arroyo Carrasco, es una zona residencial de clase alta, caracterizada por la presencia de un gran número de lujosas propiedades, lo que lo ha convertido en el suburbio más exclusivo y cotizado de la ciudad. Sus ejes principales son: la rambla costanera y las avenidas Italia, Bolivia, y Rivera. 

## Historia
El nombre del barrio proviene de Sebastián Carrasco –uno de los primeros pobladores de la ciudad–, quien, junto a su segunda esposa, era dueño de los terrenos que en la actualidad ocupa el barrio; en 1840 pasaron a ser de propiedad estatal.A inicios del siglo XX, el empresario Alfredo Arocena adquirió los terrenos y creó la sociedad anónima "Balneario Carrasco", un barrio jardín diseñado por el paisajista francés Carlos Thays.Por aquel entonces, se trataba de un área fuera del límite oficial de Montevideo,que serviría como sitio de descanso para la clase alta, por lo que se construyeron casonas en diferentes estilos arquitectónicos.
En 1921 se inauguró el Hotel Carrasco, diseñado por los arquitectos francosuizos Jacques Dunant y Gastón Mallet. De estilo ecléctico, con predominancia de la arquitectura neoclásica y barroca, se convirtió en un lugar de referencia de la alta sociedad uruguaya y la aristocracia europea, así como en el icono del barrio, que comenzó a desarrollarse en torno a él.
Con la construcción de arboladas avenidas se incrementó la conexión con la zona céntrica de la ciudad, y contribuyó a que parte de la clase alta uruguaya se instalara en el barrio de forma permanente. Actualmente, hay gran presencia de embajadas, hoteles boutique y tiendas exclusivas.

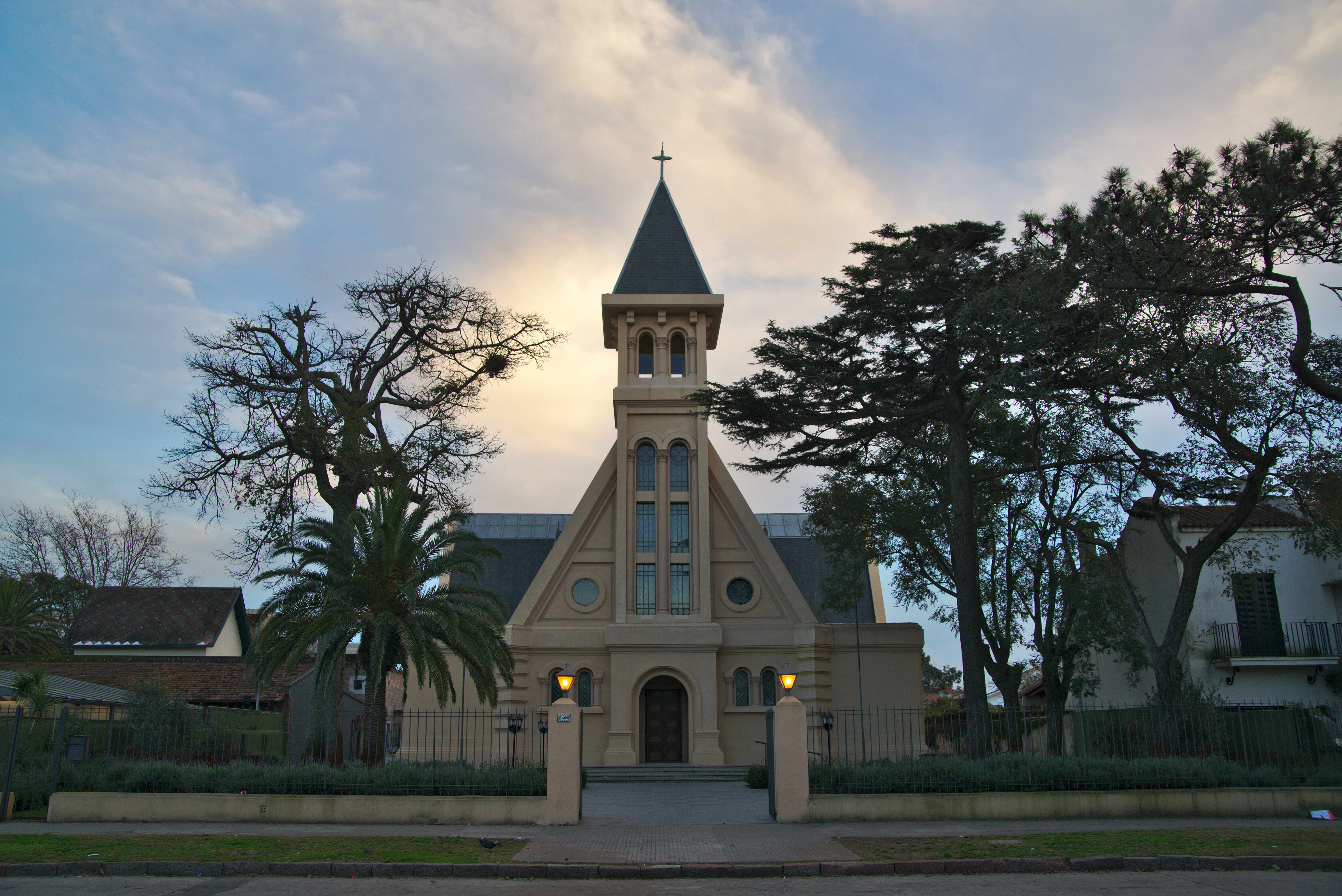
Parroquia Stella Maris, en el área central del barrio.

En 2013 el Hotel Carrasco fue re-inaugurado y actualmente es operado por la cadena hotelera francesa Sofitel. Desde que comenzó esta reforma, está ocasionando una verdadera revolución en el barrio, con importantes inversiones.

## Sitios de interés

### Templos

#### Parroquia Stella Maris
De rito católico, fue construida en 1934 en estilo neogótico.En un inicio se trataba de un templo pequeño destinado a la idea del balneario, sin embargo, en la década de 1940 fue ampliado debido al incremento de la cantidad de fieles que acudían en la temporada de verano, así como los que se iban estableciendo definitivamente en la zona.

#### Templo de Montevideo
Dedicado en 2001, se trata del primer templo de la  Iglesia de Jesucristo de los Santos de los Últimos Días en Uruguay.